# Charlotte Zeidler
Henriette Luise Charlotte Zeidler (* um 1814 in Berlin; † 7. August 1896 ebenda) war eine deutsche Pianistin und Klavierlehrerin.

## Leben
Charlotte Zeidler war eine Tochter des Berliner Tischlermeisters Carl Friedrich Wilhelm Zeidler und dessen Ehefrau Johanna Marie Charlotte geb. Stromer.
Sie ließ in sehr früher Jugend ihre musikalische Veranlagung erkennen und gab bereits im Alter von elf Jahren Klavierunterricht und musste somit für den Broterwerb ihrer vierzehn Geschwister sorgen.
Bei Ludwig Berger erhielt sie Musikunterricht, der sie als seine begabteste Schülerin beschrieb, die bereits im Alter von sechs Jahren musikalisch über ihre Mitschüler hinausragte.
Sie trat im Alter von etwa zwölf Jahren 1826 in einem Konzert auf, in dem auch die Kompositionen des Prinzen Louis Ferdinand gespielt wurden; eine Aufführung, die Kaiser Wilhelm II. 1895 in Sanssouci wiederholen ließ. Aus dieser Aufführung begründete sich ihr Ruf als Pianistin, allerdings musste sie sich aus finanziellen Gründen mehr mit dem Musikunterricht beschäftigen, als sich der künstlerischen Ausbildung zu widmen.
Als Klavierlehrerin unterrichtete sie mehrere Jahre lang unter anderem Luise von Preußen, die Schwester des preußischen Kronprinzen Friedrich Wilhelm.
Der Theologe Friedrich Schleiermacher der sie getauft und konfirmiert hatte, blieb mit seinen Schriften lebenslang ihr geistiger Freund.
Sie war mit Friedrich Wilhelm Ludwig Lerche († 16. Dezember 1840 in Berlin), Erzieher in der Familie des Prinzen August von Preußen und Komponist, verlobt.
Charlotte Zeidler wurde am 11. August 1896 auf dem Dorotheenstädtischen Friedhof in Berlin beigesetzt.